# Nepoidea
Nepoidea é uma superfamília de insectos pertencente à ordem Hemiptera. A base de dados taxonómicos Catalogue of Life lista 38 géneros na superfamília Nepoidea.

## Taxonomia
A estrutura da superfamília Nepoidea é a que consta do seguinte cladograma (de acordo com o Catalogue of Life):
| Nepoidea | \| \| Belostomatidae \| \| \| \| \| \| Nepidae \| \| \| \| |
|          | \| \| Belostomatidae \| \| \| \| \| \| Nepidae \| \| \| \| |
|          | Belostomatidae                                             |
|          |                                                            |
|          | Nepidae                                                    |
|          |                                                            |

## Galeria

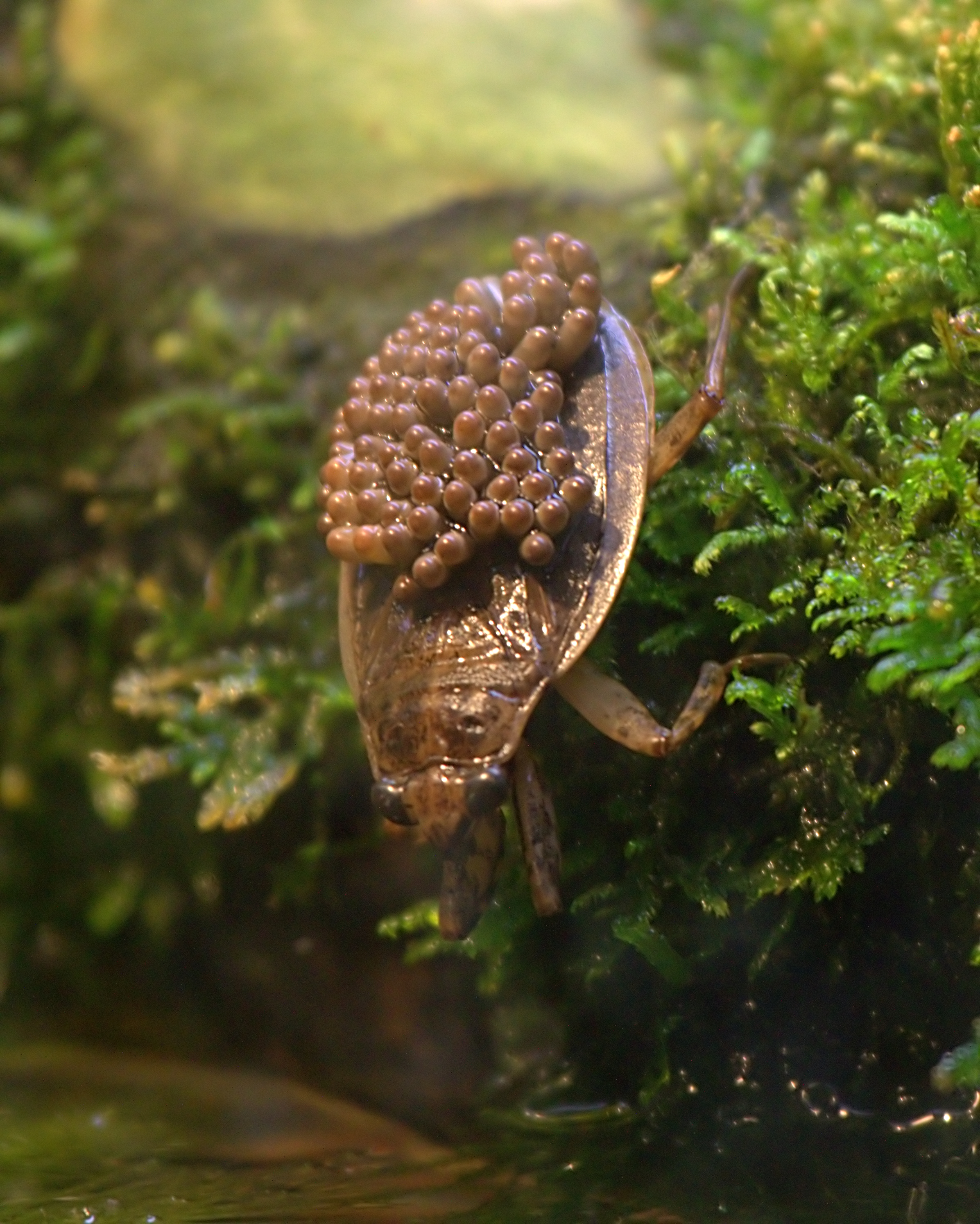
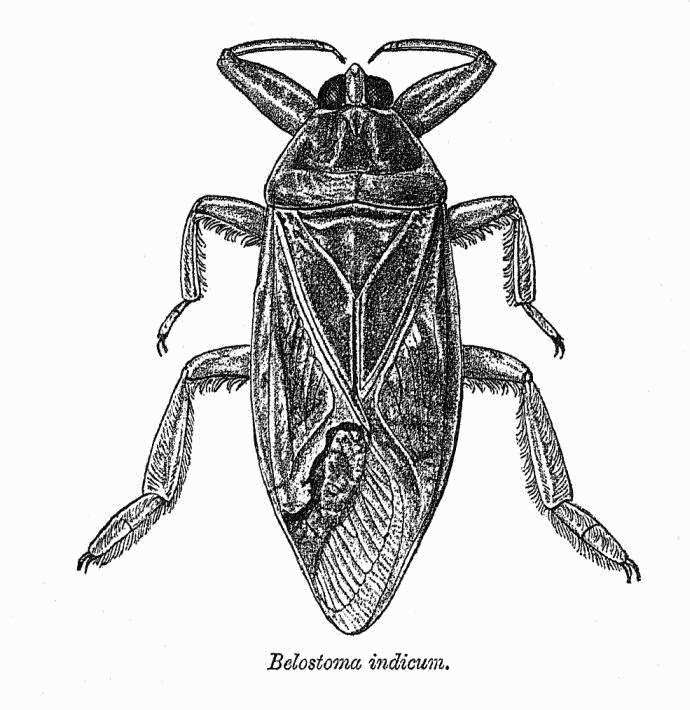
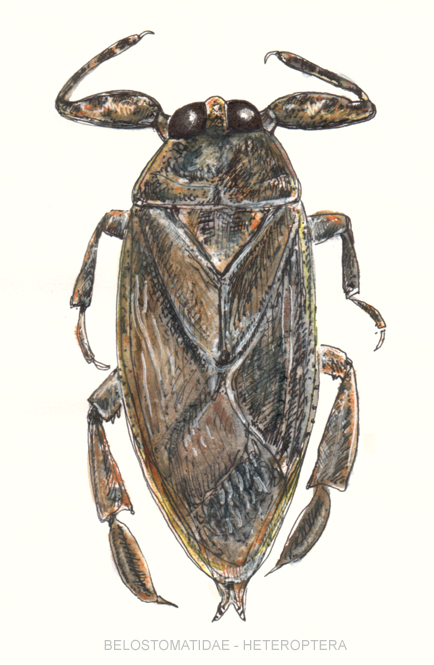
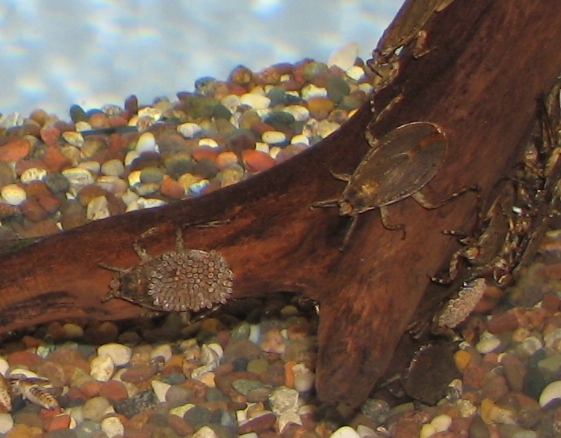
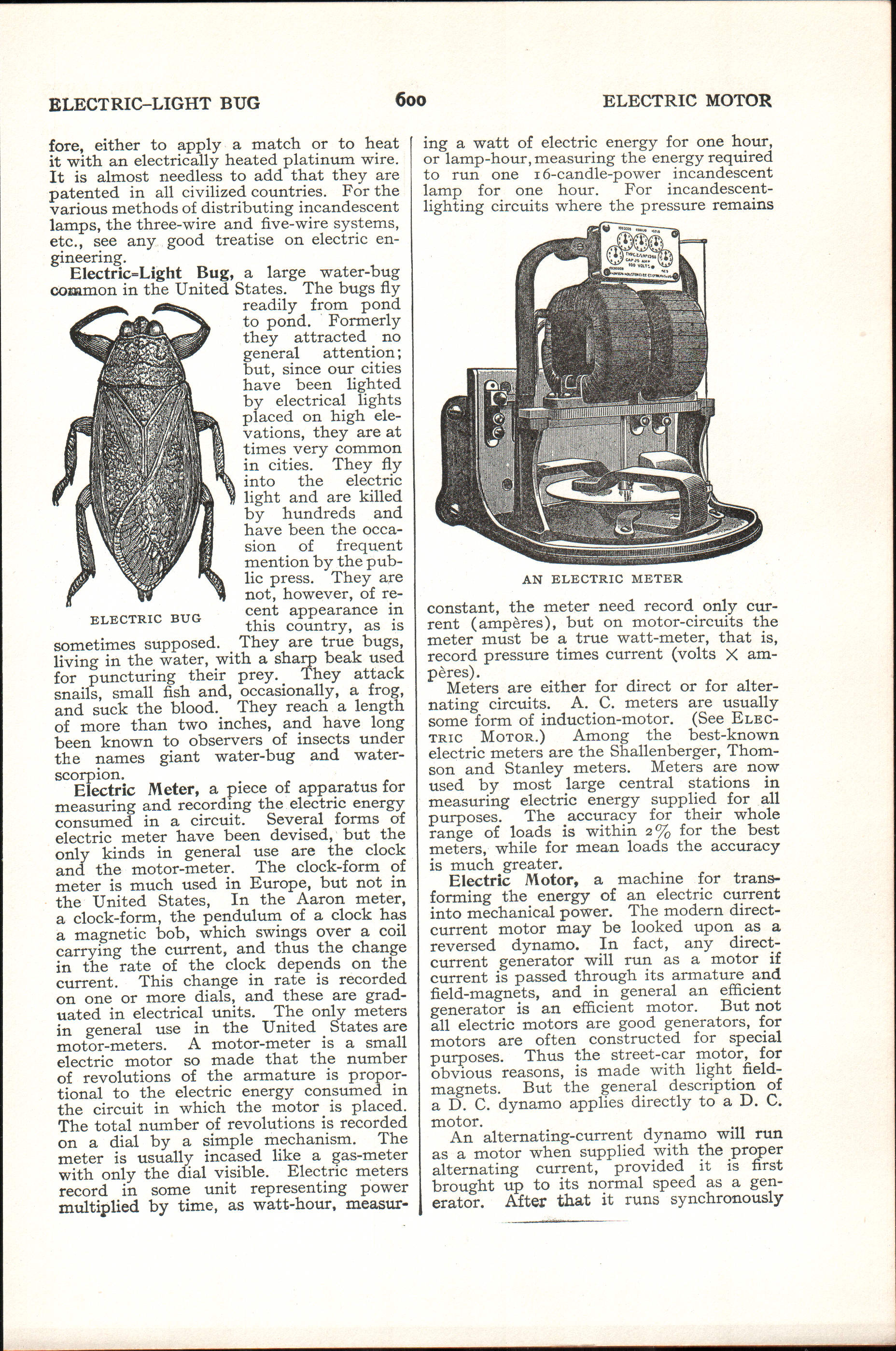
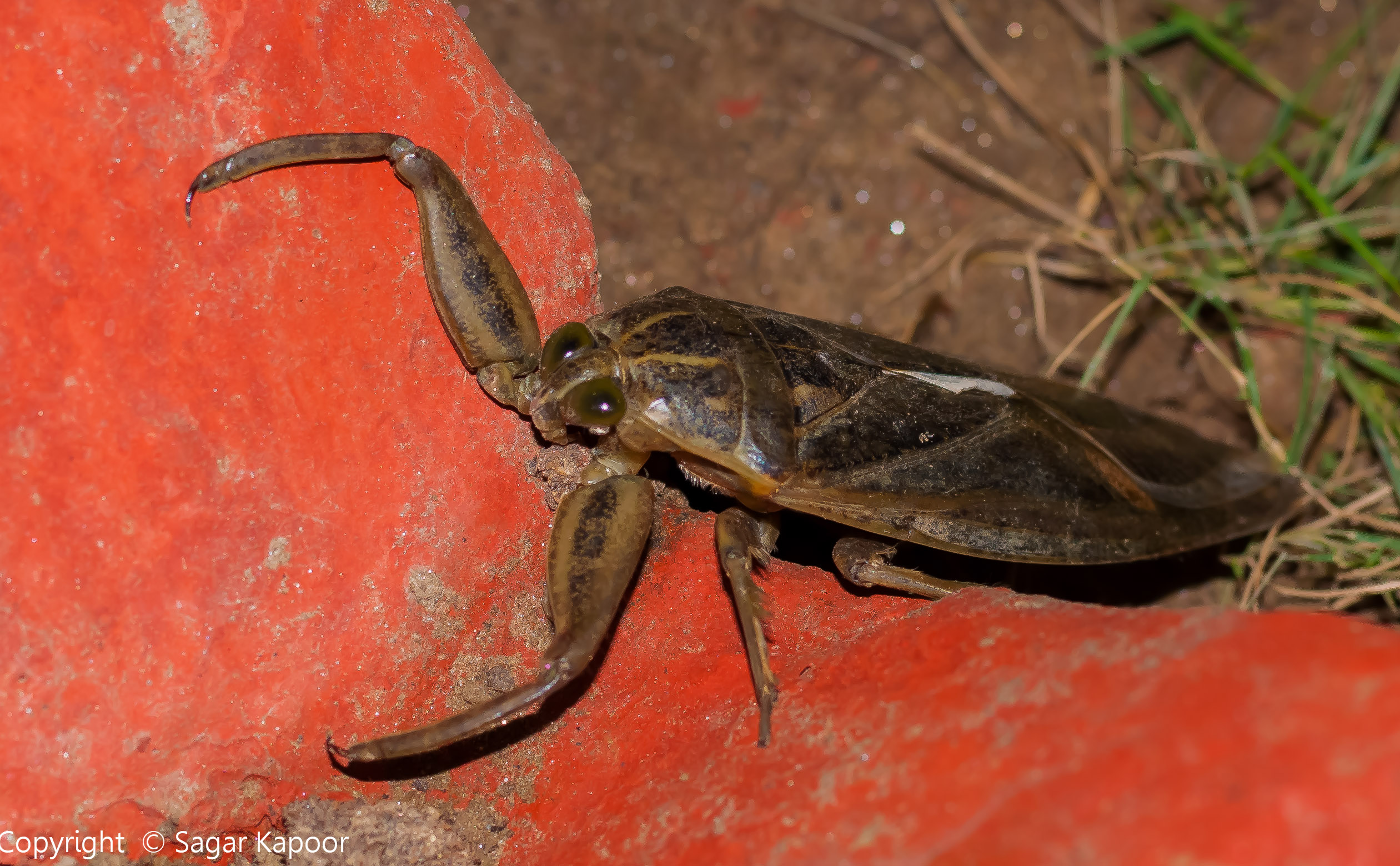